# Manfred Kastl
Manfred Kastl (Norimberga, 23 settembre 1965) è un ex calciatore tedesco, di ruolo attaccante.

## Palmarès

### Club

#### Competizioni nazionali
- Coppa di Germania: 1

Amburgo: 1986-1987
- Campionato tedesco: 1

Stoccarda: 1991-1992